# Cyrtoxipha
Cyrtoxipha is een geslacht van rechtvleugeligen uit de familie krekels (Gryllidae). De wetenschappelijke naam van dit geslacht is voor het eerst geldig gepubliceerd in 1873 door Brunner von Wattenwyl.

## Soorten
Het geslacht Cyrtoxipha omvat de volgende soorten:
- Cyrtoxipha abares Otte & Perez-Gelabert, 2009
- Cyrtoxipha aguanueva Otte & Perez-Gelabert, 2009
- Cyrtoxipha aleptos Otte & Perez-Gelabert, 2009
- Cyrtoxipha aoratos Otte & Perez-Gelabert, 2009
- Cyrtoxipha apiata Otte & Perez-Gelabert, 2009
- Cyrtoxipha catherinae Otte & Perez-Gelabert, 2009
- Cyrtoxipha cayman Otte & Perez-Gelabert, 2009
- Cyrtoxipha clarki Otte & Perez-Gelabert, 2009
- Cyrtoxipha columbiana Caudell, 1907
- Cyrtoxipha confusa Walker, 1969
- Cyrtoxipha contumax Otte & Perez-Gelabert, 2009
- Cyrtoxipha cracticos Otte & Perez-Gelabert, 2009
- Cyrtoxipha cryptadia Otte & Perez-Gelabert, 2009
- Cyrtoxipha ctilos Otte & Perez-Gelabert, 2009
- Cyrtoxipha errans Otte & Perez-Gelabert, 2009
- Cyrtoxipha eucrines Otte & Perez-Gelabert, 2009
- Cyrtoxipha gundlachi Saussure, 1874
- Cyrtoxipha hosios Otte & Perez-Gelabert, 2009
- Cyrtoxipha itame Otte & Perez-Gelabert, 2009
- Cyrtoxipha laurelae Otte & Perez-Gelabert, 2009
- Cyrtoxipha nola Walker, 1969
- Cyrtoxipha orientalis Bland & Desutter-Grandcolas, 2003
- Cyrtoxipha pallens Otte & Perez-Gelabert, 2009
- Cyrtoxipha pernambucensis Rehn, 1920
- Cyrtoxipha poeyi Bolívar, 1888
- Cyrtoxipha pumila Burmeister, 1838
- Cyrtoxipha tempestiva Otte & Perez-Gelabert, 2009
- Cyrtoxipha vespertina Otte & Perez-Gelabert, 2009